# Simona Krupeckaitė

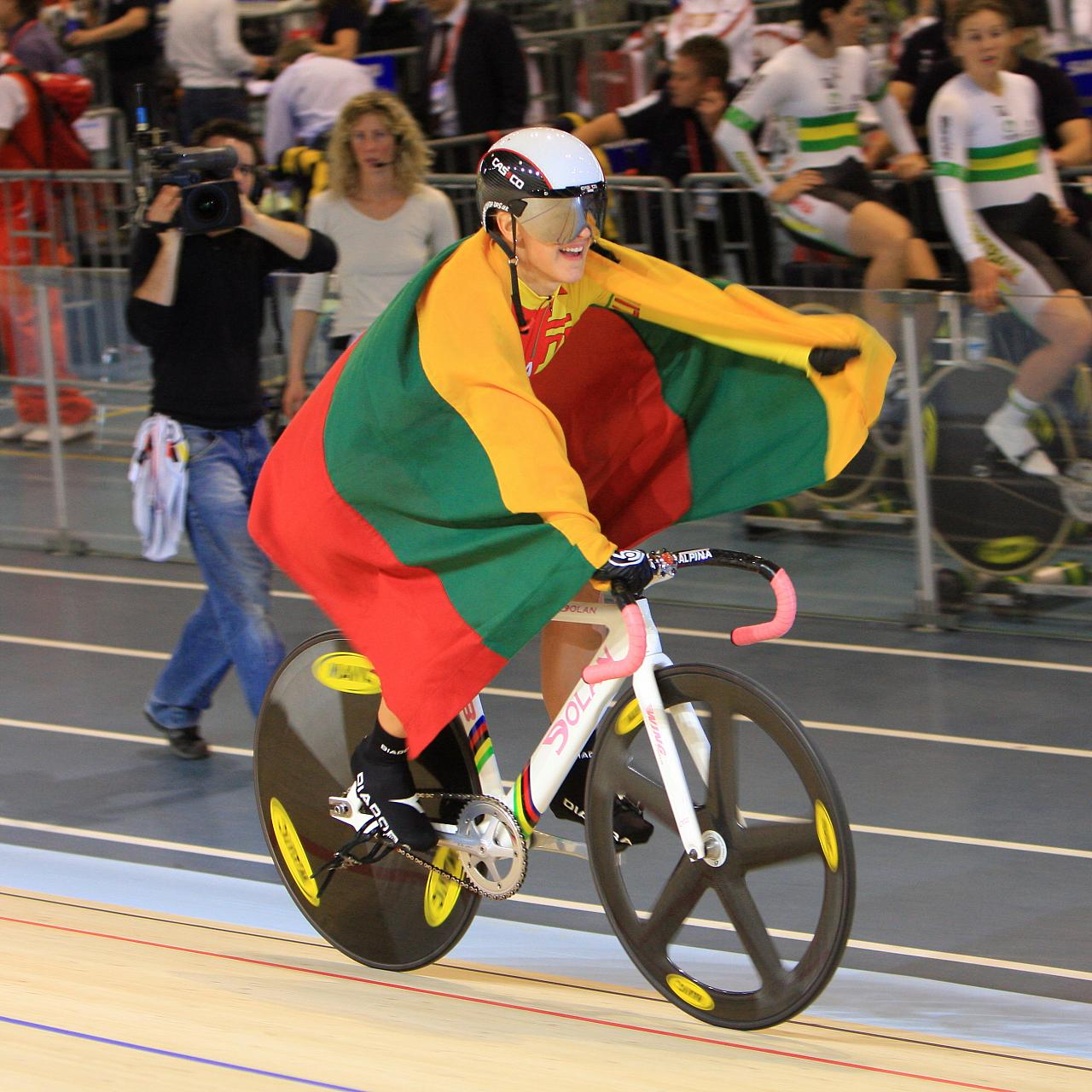
Krupeckaitė nach dem Gewinn der Weltmeisterschaft im Keirin (2010)

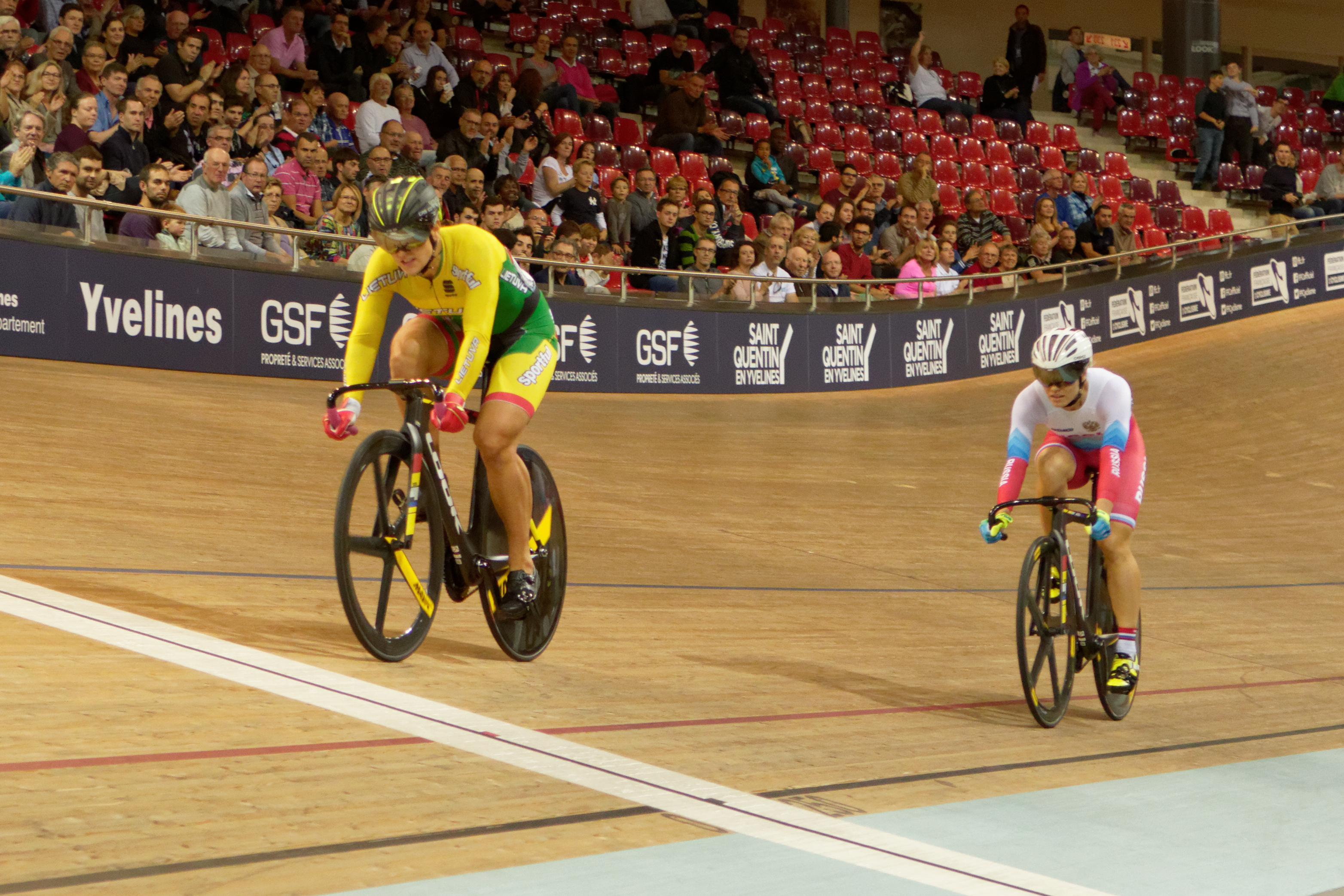
Krupeckaitė (in Gelb) im Sprint-Halbfinale der Bahn-EM 2016 (gegen Anastassija Sergejewna Woinowa)

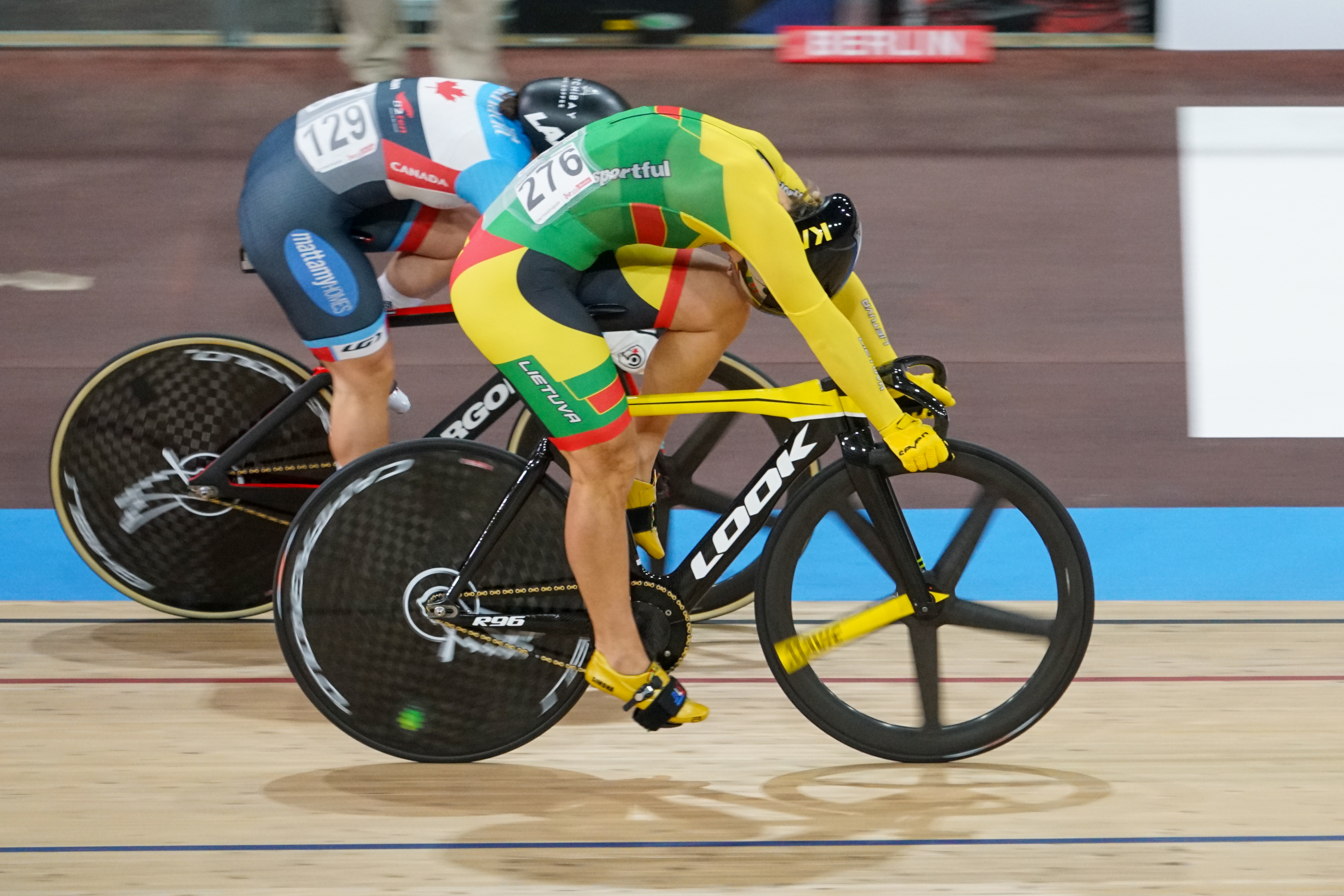
Krupeckaitė bei der Bahn-WM 2020 in Berlin, im Sprint gegen die Kanadierin Lauriane Genest

Simona Krupeckaitė (* 13. Dezember 1982 in Utena, Litauische SSR, Sowjetunion) ist eine ehemalige litauische Radrennfahrerin. Sie betrieb Bahnradsport in Kurzzeitdisziplinen und zählte hier zu den stärksten Sportlerinnen. 2009 und 2010 wurde sie Weltmeisterin.

## Sportliche Laufbahn
Simona Krupeckaitė ist seit 2003 international aktiv. Ihre bevorzugten Disziplinen sind die Kurzzeitdisziplinen Sprint, Keirin, 500-m-Zeitfahren und Teamsprint. Sie belegte zahlreiche vordere Plätze bei Weltcups, Europa- und Weltmeisterschaften. Ihr bisher größter Erfolg war der Gewinn des Titels bei den UCI-Bahn-Weltmeisterschaften 2009 in Pruszków im Zeitfahren über 500 m; dabei stellte sie einen neuen Weltrekord (33,296 Sek.) auf. Sowohl 2009 als auch 2010 wurde Krupeckaitė gemeinsam mit Gintarė Gaivenytė Dritte im Teamsprint bei den Bahn-Weltmeisterschaften, im Keirin errang sie 2010 den Weltmeistertitel.
Beim Grand Prix von Moskau stellte Simona Krupeckaitė am 29. Mai 2010 einen neuen Weltrekord über 200 Meter bei fliegendem Start über 10,793 Sekunden auf. Damit brach sie den 17 Jahre alten Rekord von Olga Sljussarewa über 10,831 Sekunden.
2016 wurde Krupeckaitė für die Teilnahme an den Olympischen Spielen in Rio de Janeiro nominiert, wo sie im Keirin Rang zwölf und im Sprint Rang sieben belegte. Im selben Jahr wurde sie Europameisterin im Sprint. 2017 wurde sie Vize-Europameisterin im Keirin, im Jahr darauf belegte sie bei den Weltmeisterschaften Rang drei in dieser Disziplin. Bei den Europaspielen 2019 gewann sie den Wettbewerb in Keirin und belegte mit Miglė Marozaitė im Teamsprint Platz zwei. 2021 startete sie bei den Olympischen Spielen in Tokio in Sprint (19.), im Keirin (=19) sowie mit Marozaitė im Teamsprint (5.). Ende des Jahres 2021 beendete sie ihre sportliche Laufbahn, nachdem sie am 27. November beim Lauf der UCI Track Champions League 2021 in der Cido Arena vor heimischem Publikum in Panevėžys hatte. Anschließend übernahm sie eine Funktion im litauischen Radsportverband.

## Diverses
2009, 2010 und 2016 wurde Krupeckaitė als Litauens Sportlerin des Jahres ausgezeichnet.
Krupeckaitė ist mit ihrem Trainer Dmitrijus Leopoldas, einem gebürtigen Russen, verheiratet. Das Paar hat einen Sohn (Stand 2023).

## Erfolge
2003
- Europameisterschaft (U23) – Sprint, 500-Meter-Zeitfahren

2004
- Weltmeisterschaft – 500-Meter-Zeitfahren

2008
- Weltmeisterschaft – Sprint, 500-Meter-Zeitfahren
- Bahnrad-Weltcup in Cali – Sprint, Keirin, 500-Meter-Zeitfahren

2009
- Weltmeisterin – 500-Meter-Zeitfahren
- Bahnrad-Weltcup in Peking – Sprint, Keirin, 500-Meter-Zeitfahren

2010
- – Weltmeisterin – Keirin
- – Weltmeisterschaft – 500-Meter-Zeitfahren
- – Weltmeisterschaft – Sprint, Teamsprint (mit Gintarė Gaivenytė)
- Europameisterschaft – Keirin
- Europameisterschaft – Sprint

2011
- Weltmeisterschaft – Sprint
- Bahnrad-Weltcup in Cali – Keirin

2012
- Weltmeisterschaft – Sprint
- Bahnrad-Weltcup in London – Keirin
- Europameisterin – Keirin, Teamsprint (mit Gintarė Gaivenytė)
- Europameisterschaft – Sprint

2016
- Bahnrad-Weltcup in Hong Kong – Keirin
- Bahnrad-Weltcup in Glasgow – Sprint, Keirin
- Europameisterin – Sprint
- Europameisterschaft – Keirin, Teamsprint (mit Miglė Marozaitė)

2017
- Europameisterschaft – Keirin
- Litauische Meisterin – Sprint, Teamsprint (mit Miglė Marozaitė)

2018
- Weltmeisterschaft – Keirin
- Litauische Meisterin – Sprint, Teamsprint (mit Miglė Marozaitė)

2019
- Europaspielesiegerin – Keirin
- Europaspiele – Teamsprint (mit Miglė Marozaitė)
- Litauische Meisterin – Sprint, Keirin, Teamsprint (mit Miglė Marozaitė)

2020
- Litauische Meisterin – Sprint, Keirin, Teamsprint (mit Miglė Marozaitė)

## Teams
- 2004 Aliverti, Bianchi, Kookai
- 2005 Team Bianchi, Aliverti
- 2007–2008 Safi, Pasta Zara, Manhattan
- 2009 Safi, Pasta Zara, Titanedi